# Il piombo e la carne
Il piombo e la carne è un film del 1964, diretto da Marino Girolami.

## Trama
I Masters, proprietari terrieri ricchi e senza scrupoli, vogliono allargare le loro proprietà, puntando a una vallata ricca di legname dove vi è una tribù di Cherokee. Il luogo che vogliono sottrarre alla tribù è però un bosco sacro e gli indiani si oppongono con ogni 
mezzo al sacrilegio. La figlia di Nat Masters si innamora del capo Chata, ma il loro amore incontra enormi ostacoli da entrambe le parti.